# Wiera Gran
Wiera Gran, właśc. Dwojra Grinberg/Grynberg (ur. 20 kwietnia 1916 przypuszczalnie w Białymstoku, zm. 19 listopada 2007 w Paryżu) – polska piosenkarka, aktorka kabaretowa i filmowa pochodzenia żydowskiego. Używała również pseudonimów Sylvia Green, Wiera Green na płytach firmy Syrena Electro oraz Mariol na płytach Melodja Electro, po wyjeździe do Francji znana była jako Vera Gran.

## Życie i twórczość

### Dzieciństwo i młodość

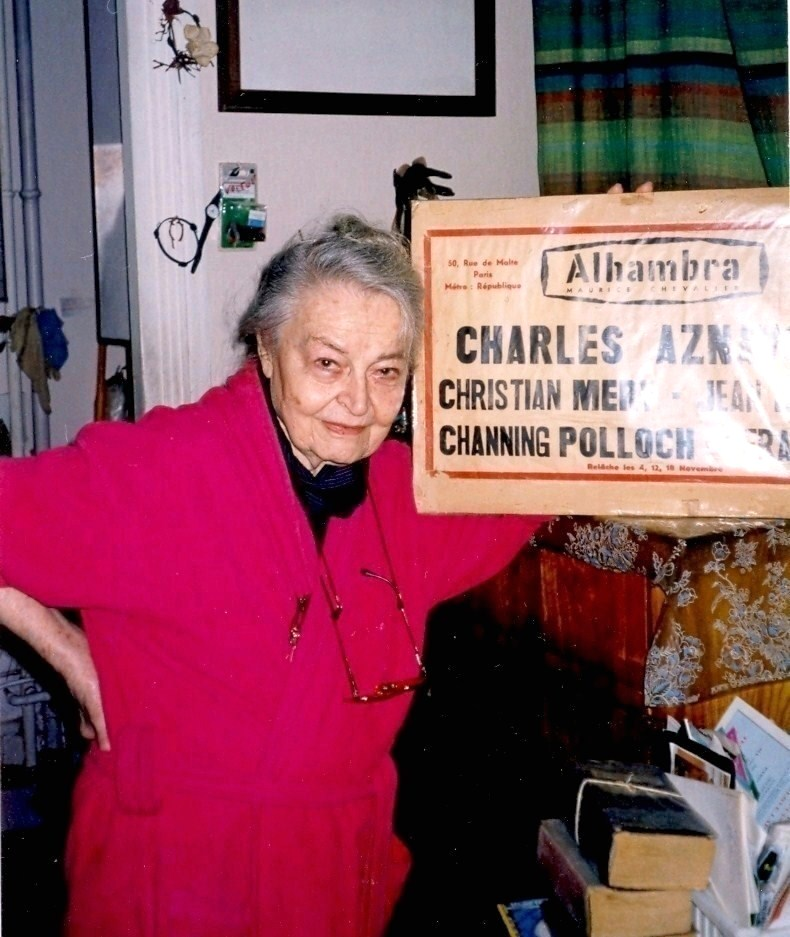
Zdjęcie wykonane w paryskim mieszkaniu 11 listopada 2003 podczas spotkania Wiery Gran z Jerzym Płaczkiewiczem. Artystka trzyma jeden z plakatów ze swoich występów w Kabarecie Alhambra

Była córką Eliasza Grynberga i jego drugiej żony, Luby z d. Kaplan. Miała dwie starsze siostry: Helenę i Marylę. Początkowo rodzina Wiery Gran mieszkała w Rosji. W domu nawet później mówiło się po rosyjsku. Po zakończeniu I wojny światowej rodzina zamieszkała w Wołominie przy ul. Pocztowej 11 (obecnie ul. Warszawska 13). We wspomnieniach mówiła o Wołominie Wołomin ... bajka jakaś... Chodziła do pięcioklasowej szkoły numer 3 dla dzieci żydowskich. W 1927 roku, po ukończeniu piątej klasy i śmierci ojca, wyjechała z matką i siostrami do Paryża. Po dwóch latach w Paryżu rodzina powróciła do Wołomina. Chodziła wtedy do żeńskiej Szkoły Powszechnej nr 2 w Wołominie.
Jako dziewczynka pracowała podnosząc oczka w pończochach. Dostawała wtedy 50 groszy jako manikiurzystka, jedną z jej klientek była Irena Prusicka. W 1931 roku nie otrzymała świadectwa ukończenia szkoły powszechnej, ale miała świadectwo ukończenia szóstej klasy. Pod koniec sierpnia 1931 roku przeprowadziła się do Warszawy i mieszkała przy Elektoralnej 8. Ukończyła szkołę średnią typu humanistycznego. W tym samym czasie uczęszczała bezpłatnie do szkoły tańca Ireny Prusickiej i skończyła ją w wieku 17 lat. Jej koleżankami w szkole były m.in. Franciszka Mann, która zginęła w czasie wojny i Stefania Grodzieńska – najbliższa przyjaciółka. Debiutowała jako piosenkarka 1 lutego 1934 roku.

### Kariera przed wojną
Dzięki Irenie Prusickiej została zatrudniona przez dyrektora Abrama Wachsmachera do lokalu Cafe Paradis gdzie występowała początkowo jako tancerka. Kariera piosenkarska Wiery Gran zaczęła się od wypadku samochodowego. Jadąc z Wilanowa z muzykami Julianem Frontem i Stanisławem Fereszką na rogu Placu Trzech Krzyży i Książęcej Wiera Gran uległa wypadkowi, w którym odniosła obrażenia. Dyrektor Wachsmacher zaproponował jej śpiewanie refrenów do piosenek. Ze względu na obrażenia w wypadku samochodowym, piosenkarka śpiewała z oddalenia, ze schodów. Obawiano się, czy występy „niepełnoletniej panienki” nie ściągną na nich kłopotów administracyjnych. Po zdjęciu gipsu z nogi pierwszą piosenką, jaką zaśpiewała publicznie, było „Tango Brazylijskie” (początek refrenu „Gdy nocą pachnie kwiat magnolii, wtórując cichej melancholii”) w Cafe Paradis przy Nowym Świecie 3/5 w Warszawie 1 lutego 1934. Miała wtedy przydomek „Maleńka” i jedna z jej piosenek była pod tym tytułem, śpiewała też piosenkę „Bo to się zawsze tak zaczyna”. Zaczęła nagrywać dla firmy Syrena Electro w 1934 (patrz Utwory Wiery Gran). Recenzja prasowa (1936) stwierdzała: „Sympatyczna Wiera Gran, jedna z większych atrakcji Paradisu, nagrała nową płytę, która pod każdym względem stoi o wiele wyżej od poprzednich. Nareszcie znalazła właściwy swój rodzaj; jest to typowa diseuse, która nigdy nie powinna nadużywać swego głosu”. Na jesieni 1936 roku Edward Kurtz skomponował dla niej piosenkę pod tytułem „Pamiątka” (później „List”) ze słowami Seweryna Mendelsona (Sewera); był to jeden z jej przebojów. W 1936 przeniosła się do mieszkania przy Hożej 40, skąd chodziła do Paradisu pieszo. Śpiewała w Paradisie do 1938 z orkiestrą Juliana Fronta i Stanisława Fereszki. Zarabiała tam mało, około 5-10 złotych za noc. Od 28 marca 1937 roku grała przez miesiąc w teatrze Wielka Rewia w programie Wiosenna parada gwiazd u boku Miry Zimińskiej, Lody Halamy, Kazimierza Krukowskiego, Ludwika Sempolińskiego. Śpiewała tam m.in. piosenkę „Mgła”. Została wyrzucona za to, że nie przyszła na przedstawienie. Według samej Wiery Gran poszła wówczas na występ słynnej piosenkarki francuskiej Lucienne Boyer, która miała w tym samym czasie swój recital w Teatrze Wielkim, a obok niej usiadł dyrektor Wielkiej Rewii. Następnego dnia została zwolniona ze względu na ultimatum Miry Zimińskiej.
Śpiewała w polskim radio, w kawiarni IPS przy Instytucie Propagandy Sztuki, w kawiarniach Sztuka i Moda i Bagatela. W 1938 została zaproszona do nowo powstałej Café Vogue w domu Palladium przy ulicy Złotej w Warszawie. Gościnnie brała udział w koncertach w Krakowie, Łodzi, Lwowie, Brześciu, Bydgoszczy i Gdyni. W 1939 wystąpiła obok Idy Kamińskiej w filmie reżyserowanym przez Aleksandra Martena w języku jidysz Bezdomni (w roli piosenkarki Bessy). W filmie śpiewała kilka piosenek m.in. „Libe Mameniu, Niszt Fajn” (Libe mame, libe mameniu). Miała kontrakt z firmą fonograficzną Syrena Record, która w 1938 wyraziła zgodę na jej nagrania również dla Odeonu w 1938–1939. Śpiewała m.in. w duecie z Albertem Harrisem (Caminito, 1938, Odeon).

### II wojna światowa
Na początku wojny jesienią 1939 pracowała we Lwowie, w kawiarni Palace i w teatrach Stylowy i Marysieńka. W 1940 wróciła do Warszawy. Niemcy wyrzucili ją i matkę z mieszkania przy Hożej 40; dom został zburzony w czasie wojny. Pojechała wtedy do Krakowa, gdzie śpiewała w kawiarni Polonia. Wróciła do Warszawy w końcu marca 1941 roku. Weszła do warszawskiego getta, żeby połączyć się z rodziną – matką i siostrami. Rozpoczęła pracę w Melody Palace, a od marca 1941 do lipca 1942 roku pracowała w kawiarni Café Sztuka w getcie warszawskim przy ulicy Leszno 2; w byłym lokalu Gertnera. Jej akompaniatorem był z początku Adolf Goldfeder, a następnie Janina Pruszycka. Od kwietnia 1942 śpiewała piosenkę Jej pierwszy bal, którą grali w duecie Władysław Szpilman i Adolf Goldfeder. Była tam obok Marysi Ajzensztadt jedną z głównych atrakcji artystycznych. To, że była gwiazdą „Sztuki” znajduje potwierdzenie we fragmencie satyrycznego wiersza „Résumé, czyli krakowiaki makabryczne”, w którym Władysław Szlengel napisał: Motyka, piłka, spodnie w rzucik, Przeminęło i nie wróci, A po roku wspomni pan..., Znowu „Sztuka”. Wiera Gran... Podobnie, Antoni Marianowicz pisze, że Kawiarnia Sztuka była popularna, bo śpiewała w niej Wiera Gran.
Jednym z kompozytorów jej piosenek w tym okresie był Kuba Kahn.
Powodzenie Gran przyniósł utwór „Jej pierwszy bal”, utwór skomponowany w kwietniu 1942 przez Władysława Szpilmana, ze słowami Władysława Szlengla, na motywach walca „To dawny mój znajomy” z opery Ludomira Różyckiego „Casanova”. Według Wiery Gran, w pięciopokojowym mieszkaniu założyła ona wzorem Janusza Korczaka wraz z kuzynką Alą Gołąb-Grynberg sierociniec przy ul. Nowolipki 12 nazywany Izba Zatrzymań. W 1941 roku zorganizowała specjalny koncert, z którego dochód był przeznaczony na utrzymanie tego miejsca. W sierocińcu przebywało do setki dzieci. Według Wiery Gran (pisze o tym w swojej książce „Sztafeta oszczerców” (s. 28)) za tę pracę miała dostać puderniczkę od Felicji Czerniaków (żony przewodniczącego Judenratu) z plakietką Wierze Gran – Dzieci Ulicy z Izb Zatrzymań przy III rejonie S.P. – styczeń 1942.
W połowie 1941 roku grała w sali kinoteatru Femina na Lesznie w rewii Jerzego Jurandota Szafa Gra; jej partnerami byli m.in. Michał Znicz, Minowicz, Regro, Stefa Grodzieńska, Franciszka Mann i Diana Blumenfeld. Występowała m.in. w kawiarni artystów rewiowych Bon Apetit, w lokalu Na Siennej w benefisie na Dom Sierot Korczaka, w otwarciu Feminy, w benefisie z dochodem na Izbę Zatrzymań i na pomoc Boruńskiemu. Współpracowała m.in. z Polą Braun, która pisała dla niej teksty piosenek.
Jej ostatnią piosenką w Sztuce przed wyjściem z getta była „Umówmy się”, śpiewana w połowie lipca 1942 roku. Z getta wyszła 2 sierpnia 1942 przez gmach sądów przy pomocy dra Kazimierza Jezierskiego. Po wyjściu z getta 2 sierpnia 1942 ukrywała się przez 2 miesiące w kilku miejscach, najpierw w Warszawie w szpitalu Świętego Rocha, na Mokotowie w mieszkaniu Mieczysławy i Klemensa Bednarskich. Następnie ukrywała się pod Warszawą w domu Kazimierza Jezierskiego w Starych Babicach jako Weronika Gacka i Wanda Czajkowska. Z tego okresu wspomina strach przed denuncjacją. 10 czerwca 1944 urodziła syna – Jerzego Zbigniewa, który umarł po trzech miesiącach. Z Kazimierzem Jezierskim była związana przez 36 lat. Deklaracje Jezierskiego dostępne w Instytucie Pamięci Narodowej wskazują, że wzięli ślub w 1947 albo w 1949 roku (podawał nazwisko żony Weronika Gacka, Weronika Grynberg, lub Weronika Zofia Tomaszewska).

### Po wojnie
Po wojnie ponownie rozpoczęła koncerty estradowe. Występowała przed mikrofonami Polskiego Radia. Pierwszy powojenny występ nastąpił 9 listopada 1945 w Polskim Radiu z orkiestrą Stefana Rachonia. Na fortepianach akompaniowali Władysław Szpilman i Czesław Aniołkiewicz; śpiewała wtedy „Jej pierwszy bal”. Dała koncert w Łodzi w Teatrze Syrena 15 grudnia 1945 przy akompaniamencie Franciszki Leszczyńskiej na zaproszenie Ludwika Sempolińskiego. Po wojnie postawiono jej zarzuty o współpracę z gestapo w czasie jej pobytu w getcie (patrz osobny rozdział Sprawa kolaboracji). Pomimo wyroków uniewinniających, zarzuty o kolaborację wpłynęły na resztę jej życia.
Pracowała w 1946 w Krakowie na występach w kawiarni Casanowa. W 1946 dokonała nagrań w Poznaniu dla firmy Odeon. W 1947 występowała z Mieczysławem Foggiem w Łodzi przy ulicy Narutowicza 20 w klubie pracowniczym (dawniej Tabarin). Występowała w kabarecie Kukułka, koncertowała z orkiestrą Stefana Rachonia – piosenka „Nasza ulica” (muz. Olgierd Straszyński, słowa Janusz Odrowąż, 1946) i nagrała ją dla Odeonu w Poznaniu. W lipcu 1950 wzięła udział w teatrze radiowym Eterek w programie Dancing Widmo Jeremiego Przybory jako Lola van Szezlong.
W listopadzie 1950 wyemigrowała z Polski najpierw do Izraela, aby „znaleźć swój dom”. Odebrano jej wtedy polskie obywatelstwo. Pomimo tego, uważała się za Polkę. Wiele lat później w wywiadzie z Jerzy Płaczkiewiczem w sierpniu 1991 powiedziała: to nie jest tylko pana kraj, to jest mój też. Ja jestem Polką. W Izraelu została oskarżona ponownie o współpracę z Niemcami w czasie II wojny światowej m.in. przez Adolfa Bermana, była nadal bojkotowana. 6 lipca 1952 wyjechała z Izraela do Francji, gdzie zaczęła występować w hotelu „Comodor” i w kabarecie „Dinarzade”. Wspominała wówczas, że król Jordanii przez cały tydzień przychodził do Dinarzade słuchać jak śpiewam rosyjskie piosenki. 14 sierpnia 1953 wyjechała do Wenezueli, gdzie dawała koncerty. Według Grzeli Zaszczuta przez Niemców, Polaków i Żydów uciekała z kraju do kraju, aż w końcu osiedliła się w Paryżu. W połowie lat 50. stała się gwiazdą piosenki francuskiej przy pełnym uznaniu krytyki i aplauzie publiczności. Śpiewała w teatrze Alhambra Maurice’a Chevaliera, współpracowała z Charles’em Aznavourem i Jacquesem Brelem, nagrywała francuski repertuar. W kwietniu 1956 została zaproszona na występy do Izraela.
W Londynie grała gościnnie w teatrze polonijnym Mariana Hemara i Feliksa Konarskiego (Ref-Ren); nagrała wtedy piosenki dla Radia Wolna Europa.
Wystąpiła w Szwecji, Kanadzie, USA, Hiszpanii, Szwajcarii, Belgii, Meksyku, w polskiej sekcji radia francuskiego. Pojawiła się w filmie dokumentalnym o getcie warszawskim pt. Le temps du ghetto (1961) w reżyserii francuskiego reżysera Frederica Rossifa.
W 1965 przyjechała do Polski na trzy miesiące na koncerty i prezentowała swoje piosenki w Teatrzyku na pięterku, wzięła udział w programie sylwestrowym Telewizji Polskiej i nagrała płytę długogrającą z zespołem Jerzego Abratowskiego (dla Polskich Nagrań). Według Haliny Szpilman Wiera Gran odwiedziła Szpilmana w jego domu na warszawskim Mokotowie. Występowała powtórnie w USA w 1969 roku. 18 czerwca 1969 dała recital w Carnegie Recital Hall w Nowym Jorku, a w 1970 wystąpiła z recitalem w Salle Pleyel w Paryżu. W 1971 pojechała do Izraela, jednak odmówiono jej tam występów ze względu na planowane protesty (patrz sekcja Sprawa kolaboracji). Starała się wtedy spotkać ze swoim oskarżycielem Jonasem Turkowem. Wytoczyła też innym swoim oskarżycielom proces o zniesławienie. Przestała śpiewać w 1971 roku. Wyjechała do Paryża 7 maja 1973, gdzie zaczęła pracę nad książką Sztafeta oszczerców, którą pisała w „obronie swojej godności”. Książka ukazała się w 1980 roku. Po powrocie z Izraela nie wróciła już na estradę. W latach 70. wracała do Izraela na kilka rozpraw sądowych, które były odkładane ze względów proceduralnych.

### Starość i śmierć

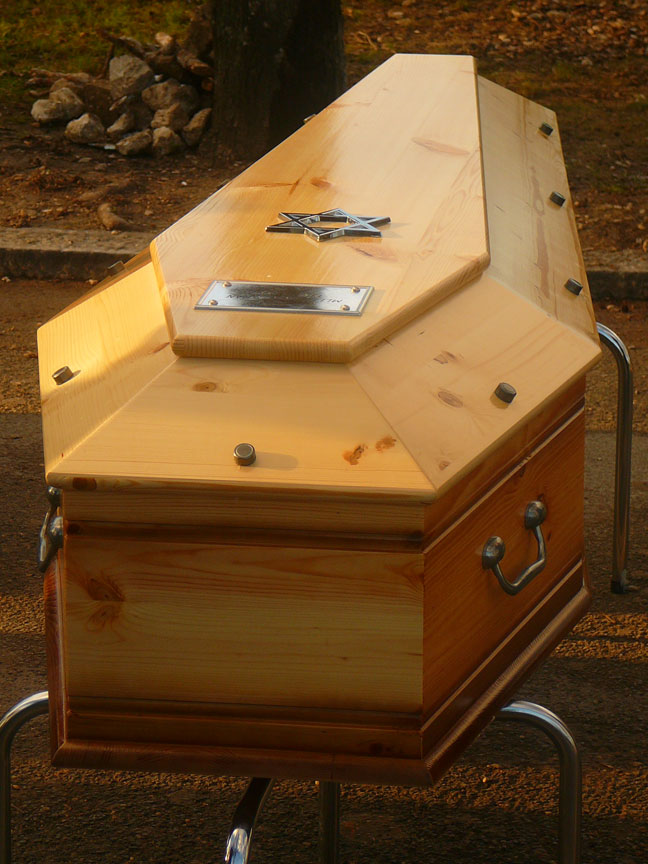
Trumna z ciałem Wiery Gran na jej pogrzebie 26 listopada 2007

Pod koniec życia: Jej błyskotliwy intelekt i sprawny umysł z czasem coraz bardziej pozostawał w niewoli lęków, uprzedzeń i nieufności: nierzeczywistość stawała się rzeczywistością, a złe duchy przeszłości, mieszając się z nieliczną już garstką bliskich i życzliwych, zaczęły pukać nocą do drzwi i okien zagraconego mieszkanka przy Chardon Lagache 61, grożąc i przypominając o sobie. W dniu śmierci Wiery Gran Marcin Przybylski czytał w radiu ostatni odcinek inspirowanej jej historią książki Bądź moim Bogiem. Po lekturze radio podało informację o śmierci artystki.
Pod koniec 2006 była pensjonariuszką w domu emeryta w Lailly-en-Val.
Zmarła 19 listopada 2007 roku w Domu Świętego Kazimierza przy 119 rue Chevaleret w Paryżu. Była pod opieką polskich sióstr zakonnych. Według Remigiusza Grzeli była ubezwłasnowolniona. Siostra zakonna zaprowadziła mnie do jej pokoju. Stojąc w progu, najpierw usłyszałem niski głos „W końcu ktoś o mnie napisał!”... Nie była w dobrej formie... W czasie tego spotkania dużo mówiła po rosyjsku, czasami wtrącała jakieś słowa francuskie i angielskie... Pytała o Danutę Szaflarską, Irenę Kwiatkowską i o najbliższą przyjaciółkę, Stefanię Grodzieńską. Została pochowana 26 listopada w żydowskiej kwaterze na cmentarzu w podparyskim Pantin. Na uroczystości obecnych było 13 osób, w tym 4 zakonnice, 2 rabinów oraz mistrz ceremonii. W 2007 jej grób nie był oznaczony, a teren, gdzie spoczęła, był wykupiony na 10 lat. Zaprzyjaźniony z nią w ostatnich latach Aaron Halberstram próbował rozmawiać z polskimi władzami na temat sprowadzenia ciała artystki do Polski, ale bez skutku. Teresa Czekaj przygotowała oprawę muzyczną i Wierę Gran żegnał „Kadisz” Ravela i jej własne piosenki „Warszawa mego dzieciństwa”, „Błogosławiony niech będzie Paryż” i „Tango Notturno”. Obecnie jej oznaczonym grobem opiekuje się Towarzystwo Opieki nad Polskimi Zabytkami i Grobami Historycznymi we Francji. W 2017 dzięki dotacji Senatu RP oraz darowiźnie jej krewnego Andrew Greena, została wykupiona koncesja wieczysta na grób i wykonano granitowy nagrobek. Lokalizacja grobu to: cmentarz Pantin (stacja metra Aubervilliers – Pantin – Quatre Chemins lub Fort d’Aubervilliers), kwatera 122, rz. 20, g. 24.
Była odznaczona medalem Gloria Artis.
Nie była religijna; ceniła pamięć swojej matki, która była Żydówką. Uważała się za polską artystkę, była osobą, która swoje życie widziała przez pryzmat Polski; po polsku mówiła w sposób doskonały i pielęgnowała język.

## Dorobek artystyczny
Szlagierami Wiery Gran były m.in. „List” (muz. Eddy Courts), „Wir tańca nas porwał”, „Gdy odejdziesz”, „Trzy listy”, „Fernando”, „Ciemna dziś noc” (rosyjskie tango z polskim tekstem Juliana Tuwima), „Varsovie de mon enfance”, „Ma Patrie”, „Mazowiecki wiatr”. Fascynowała słuchaczy pięknym niskim, aksamitnym głosem, prostotą interpretacji, naturalnym sposobem bycia, bezpretensjonalnością. Jej repertuar był ambitny. Niebanalne teksty przeznaczone dla publiczności inteligentnej, intelektualnie wybrednej, ekskluzywnej. Reprezentowała własny styl wykonawstwa. Ta gładko uczesana brunetka z dużym kokiem, w czarnej zapiętej pod szyję sukni z długimi rękawami, robiła duże wrażenie. Przebijała się do wielkiej sztuki bez krzykliwych reklam i sprytnych impresariów, wykorzystując własną energię i zdolności. Szybko też zyskała powodzenie...

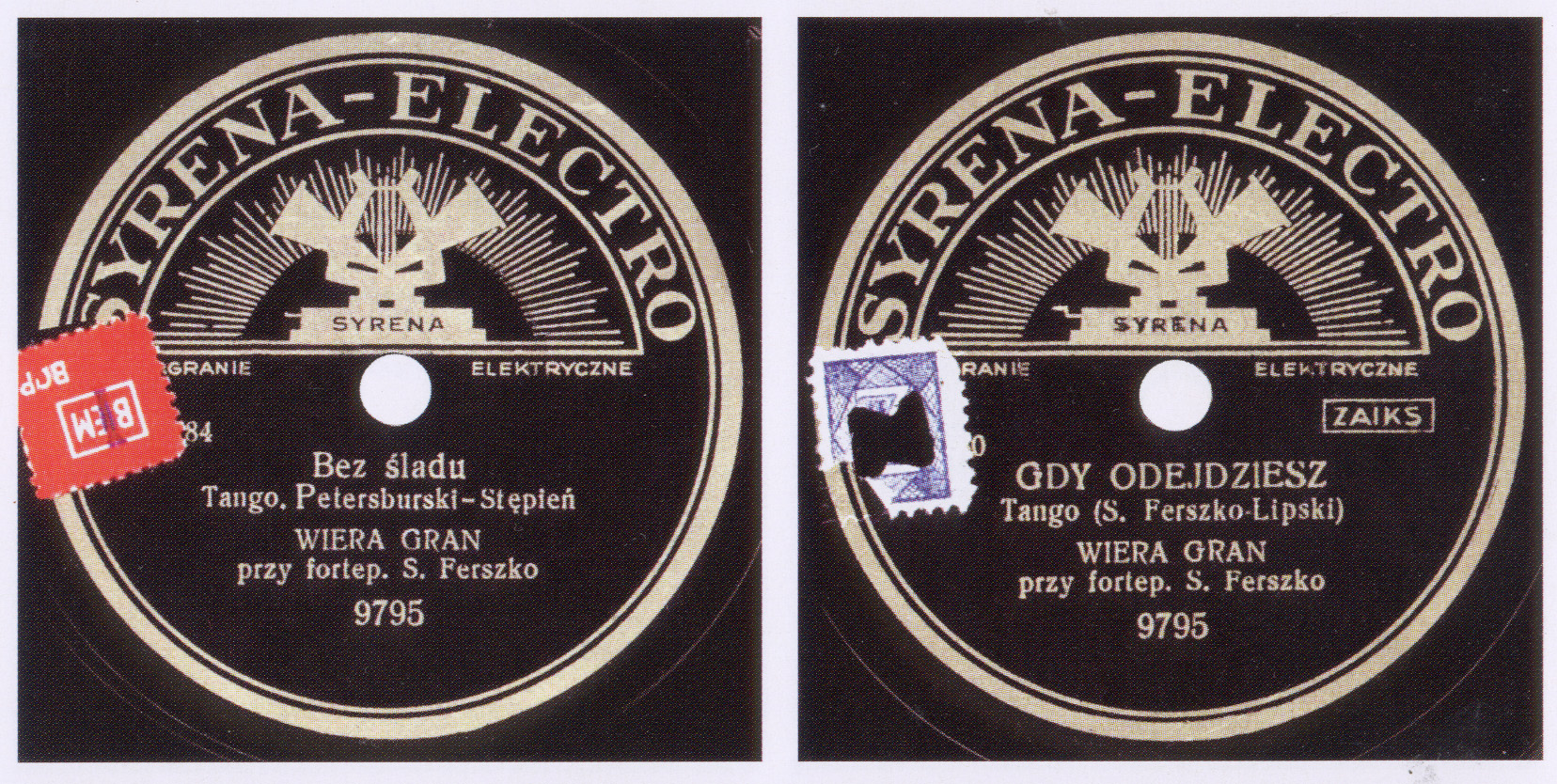
Płyta fonograficzna z piosenkami Wiery Gran z firmy Syrena Rekord

W 2008 Polskie Nagrania wydały płytę Legendarna Wiera Gran. Komentarz do płyty opracowali Jerzy Płaczkiewicz oraz Remigiusz Grzela. Legendarna Wiera Gran 1916-2007 (Polskie Nagrania)
- List (Eddie Courts – Wiera Gran, Seweryn Mendelson (Sewer))
- Gdy odejdziesz (Stanisław Fereszko – Józef Lipski)
- Piosenka o zagubionym sercu (Henryk Wars – Artur Maria Swinarski)
- Gdy w ramiona bierze mnie, w oryginale La vie en rose (Louiguy(inne języki) – Krystyna Wolińska)
- Ciemna dziś noc (Nikita Bogosłowski – Julian Tuwim)
- Samotna czekam (Henry Warren – Marian Hemar)
- Deszcz (Hopkins – Marian Hemar)
- To niewiele (Witold Elektorowicz – Antoni Słonimski)
- Fernando (Jerzy Gert – Zbigniew Drabik)
- Trzy listy (Leon Boruński – Jerzy Jurandot). Napisane w 1939 roku, wykonywane przez W. Gran w 1940.
- Maria Dolores (Garcia – Ref-Ren)
- Dwa serca (rosyjska melodia lud. – Jerzy Jurandot)
- Madonna (portugalska melodia lud. – Krystyna Wolińska)
- Bez śladu (Jerzy Petersburski – Wacław Stępień); Syrena-Electro, rok 1937.
- Tango Notturno (Hans-Otto Borgmann – Sewer), Odeon, rok 1938.
- Już wiem (Władysław Dan – Szer-Szeń, Emanuel Schlechter); Syrena-Electro, rok 1934.
- Wir tańca nas porwał (Friedrich Schröder – Sewer); Odeon, rok 1938.
- Jej pierwszy bal (Władysław Szpilman – Władysław Szlengel), Polskie Radio, rok 1949.

## Sprawa kolaboracji
Po wojnie została oskarżona o współpracę z Gestapo po wyjściu z getta po tzw. aryjskiej stronie Warszawy od sierpnia 1942, m.in. przez Jonasa Turkowa, aktora i reżysera. Po wojnie Gran osobiście zgłosiła się do prokuratury, chcąc oczyścić się z zarzutów. W areszcie przebywała od 30 kwietnia 1945 roku. Po dwóch tygodniach została zwolniona. Prokuratura Specjalnego Sądu Karnego umorzyła dochodzenie 26 listopada 1945 wobec „braku cech przestępstwa”. W październiku 1945 sprawę rozpatrywał Sąd Centralny II Instancji Związku Artystów Scen Polskich pod przewodnictwem Aleksandra Zelwerowicza i uznał, że „zachowanie Wiery Gran-Jezierskiej podczas okupacji niemieckiej było bez zarzutu”. 20 kwietnia 1946 Komisja Weryfikacyjna dla Muzyków stwierdziła, że Wiera Gran „nie uchybiła w niczym honorowi Polki” i ma prawo wykonywania zawodu.
W grudniu 1946 roku, wskutek donosu Dawida Sznajera z listopada tego roku, który oskarżył artystkę o bycie konfidentką Gestapo, sprawą zajął się Sąd Społeczny (nazywany także Sądem Obywatelskim) przy Centralnym Komitecie Żydów Polskich. W styczniu 1949 roku sąd uznał ją za niewinną. Przebieg procesu relacjonowały warszawskie gazety. Jego dokumentacja przechowywana jest w Żydowskim Instytucie Historycznym.
W United States Holocaust Memorial Museum znajduje się oświadczenie złożone w Tel Awiwie w 1971 r. przez nieznaną (niezidentyfikowaną) osobę jakoby Wiera Gran współpracowała z Gestapo w getcie. Proces wytoczony Turkowowi przed Sądem Najwyższym w Tel Awiwie rozpoczęty w 1971, został umorzony w 1982 roku, ponieważ jego oskarżyciele nie stawiali się przed sądem.
Irena Sendlerowa opisuje w oświadczeniu dla Żydowskiego Instytutu Historycznego w 1983 roku swoją wiedzę na temat Wiery Gran. Pisze w nim m.in., że Gran występowała po tak zwanej „stronie aryjskiej” w kawiarni Mocca, przy ul. Marszałkowskiej, pracując dla Gestapo. Antoni Marianowicz, świadek jej obecności w getcie, pisze – zarzuty stawiane Gran „uważam za żenujący idiotyzm. Wiera Gran była najpopularniejszą pieśniarką getta i nigdy nie słyszałem złego słowa na jej temat. Przeciwnie, znana była z uczynności i filantropii. Pretensje, że zadawała się z żydowskimi gestapowcami, uważam za nieuzasadnione”. Marianowicz uważa, że „w oskarżeniach chodzić więc może wyłącznie o osobiste animozje i zwykłą zawiść”. Podobne stanowisko zajmuje Joanna Szczęsna pokazując, że zarzuty wobec Gran opierały się na plotkach i pomówieniach. W dokumentacji z procesu przed Sądem Obywatelskim zapisane są wypowiedzi Jurandota (męża Stefani Grodzieńskiej), Krystyny Żywulskiej i Izabeli Czajki-Stachowicz stwierdzające, że zarzuty wobec Gran to „insynuacje i wyssane z palca brednie”.
W artykule Joanny Szczęsnej wspomniana jest także tzw. sprawa Hotelu Polskiego. Z kontekstu artykułu Szczęsnej wynika, że traktuje ona tę sprawę jako pogłoski. Według Szczęsnej Marek Edelman był inicjatorem [jej] tekstu rehabilitującego pamięć Wiery Gran, chociaż w artykule Joanny Szczęsnej z 2008 nie ma mowy o rehabilitacji Wiery Gran przez Marka Edelmana. W swoim pamiętniku Edelman wspomina, że Wiera Gran powiadomiła go o możliwości akcji wysiedleńczej w getcie. Szczęsna uważa także, że Wiera Gran mogła być mylona z Franciszką Mann. W filmie dokumentalnym „Wiera Gran” ze scenariuszem Agaty Tuszyńskiej z 2011 r. Jacek Wilczur mówi, że artykuł z 1977 roku napisał ulegając sugestiom Jonasa Turkowa i w oparciu o błędne raporty wywiadu AK. W książce Wiery Gran opublikowanej w 1980 roku, artykułach Joanny Szczęsnej w 2008 i w 2010 oraz w roku 2010 w książce Agaty Tuszyńskiej Oskarżona: Wiera Gran analizowana jest sprawa domniemanej kolaboracji oraz jej relacje z Władysławem Szpilmanem.

## Źródła
Materiały źródłowe dotyczące Wiery Gran opierają się na stosunkowo nielicznych opracowaniach. Zostały one wykorzystane w tym artykule. Wiera Gran napisała autobiograficzną książkę Sztafeta oszczerców. W maju 1993 przeprowadziła rozmowę w radio z Anną Retmaniak z okazji 50-lecia powstania w getcie warszawskim i w związku z książką Sztafeta oszczerców. Jesienią 1991 zostały wyemitowane wywiady nagrane przez program III Polskiego Radia z artystką. Jerzy Płaczkiewicz przeprowadził w sierpniu 1991 wywiady z Wierą Gran zarejestrowane na taśmie radiowej, które są dostępne w serwisie YouTube. Biogramy piosenkarki napisali Tomasz Lerski i Jerzy Płaczkiewicz, który także doprowadził do wydania jej retrospektywnej płyty. Powieść Bądź moim Bogiem inspirowaną jej historią napisał Remigiusz Grzela w 2007 roku. Zarzuty o kolaborację zostały omówione w artykule w „Wysokich obcasach” z 2008 Joanny Szczęsnej. Zdjęcia artystki z archiwum Aarona Halberstama, zostały opublikowane w „Wysokich Obcasach” w 2008 roku. W 2010 ukazała się książka Oskarżona: Wiera Gran autorstwa Agaty Tuszyńskiej, której recenzja została opublikowana w Gazecie Wyborczej. Dokumenty sprawy kolaboracyjnej znajdują się też w Żydowskim Instytucie Historycznym w Warszawie. Od roku 2001 Aaron Halberstam był w kontakcie z Wierą Gran. Po śmierci Wiery Gran Halberstam powiedział francuskiemu radiu RFI, że ma w swoim domu znaczne archiwum Wiery Gran.